# رامون كاستيو
رامون كاستيو (بالإسبانية: Ramón Antonio Castillo) (و. 1873 – 1944 م) هو محام، ودبلوماسي، وسياسي من الأرجنتين .

## التعليم
تعلم في جامعة بوينس آيرس.